# Wojciech Moranda
Wojciech Moranda est un joueur d'échecs polonais né le 17 août 1988 à Kielce.
Au 1er avril 2020, il est le sixième joueur polonais avec un classement Elo de 2 605 points.

## Biographie et carrière
Moranda finit septième du championnat du monde des moins de 18 ans en 2005 à Belfort et remporta le championnat international d'Allemagne junior en 2007 à Neuhausen avec 7,5 points sur 9. Il finit deuxième du tournoi Young Masters de Twente en 2009.
Grand maître international depuis 2009, Moranda a remporté le tournoi Poznań  en juillet 2011, l'open de Karpacz en juillet 2013 (avec 8,5 points sur 9) et deux fois le Mémorial Rubinstein : en 2009 (avec 8,5 points sur 10) et 2013 (avec 7 points sur 9).
Il remporta la médaille de bronze au championnat d'Europe de parties rapides en 2007 à Varsovie,. Dix ans plus tard, il finit deuxième ex æquo du championnat d'Europe de parties rapides en 2017.